# Centro de Arte Rafael Botí
El Centro de Arte Rafael Botí es un centro de arte contemporáneo con sede en Córdoba (España), impulsado por la Fundación Provincial de Artes Plásticas Rafael Botí, dependiente de la Diputación Provincial de Córdoba. Se puso en marcha en junio de 2015 tras haber ejecutado una inversión de más de 2,4 millones de euros.

## Historia
La Fundación Provincial de Artes Plásticas Rafael Botí nació en 1998 a iniciativa del hijo del artista, que donó a la Diputación Provincial de Córdoba un total de 57 cuadros de su padre. La Fundación, que ha asumido el rico patrimonio artístico de la Diputación Provincial de Córdoba, cuenta con una colección de más de 250 obras de arte. En el trascurso de la corta vida de Fundación ha habido varias polémicas.
La presidenta de la Diputación de Córdoba, María Luisa Ceballos, inauguró oficialmente el centro de arte el 19 de junio de 2015, junto a Rafael Botí hijo y representantes del campo social y cultural cordobés. El nuevo equipamiento cultural, ubicado en la calle Manríquez de la capital cordobesa, comenzó su andadura con la muestra ‘Rafael Botí en la compilación de arte de la Diputación de Córdoba’.
Su primer director-gerente fue el poeta e intelectual Juan Antonio Bernier, nombrado en septiembre de 2016 y cesado tres años más tarde, en marzo de 2019.

## Edificio
La construcción del edificio, sito en calle Manríquez, número 5, a la altura de la plaza Judá Leví, muy cerca de la Mezquita-Catedral cordobesa, se inició en 2005, con una dotación presupuestaria inicial de 1,2 millones de euros. Las obras del centro de arte, que comenzaron con la colocación de la primera piedra en 2004, se encontraron con más de un problema. En 2008, cuando se realizaba el foso para el ascensor, a unos 5 metros de profundidad, aparecieron restos de un mosaico romano. A partir de ahí hubo que desarrollar los trabajos a mano y documentar el hallazgo. Tras varias fases de construcción, pasada una primera, sumamente laboriosa, de excavación y cimentación; una segunda, de levantar la estructura y acondicionar tabiques, aislamientos y climatización, vendría una tercera fase, para cubrir y revestir suelos y paredes, así como rematar azoteas y fachadas. La cuarta fase sería la instalación de ascensores e iluminación y un quinta fase para el mobiliario de sótanos y dependencias administrativas. 
El edificio, con una planta de 400 m², consta de sótano, tres plantas y una cubierta, que se configuran en torno a un patio, visible desde la entrada y que ofrece una ventilación e iluminación natural. En la planta sótano se han restaurado los restos arqueológicos encontrados, (un muro califal y cloaca almohade), integrándose dentro de un espacio arquitectónico único que sirve a su vez de vestíbulo para la zona de archivo, restauración, vestuarios-aseos de empleados y los almacenes. El patio se convierte en el elemento principal, ya que a su alrededor se organizan los espacios del centro. Cuenta con tres elementos característicos: la montera de cristal transparente, el suelo con empedrado o chino cordobés y las flores, mediante la reproducción a gran tamaño del cuadro Flores en el campo, de Rafael Botí.
La Diputación Provincial ha promovido este nuevo centro de arte de la Fundación de Artes Plásticas Rafael Botí, con unos 1.692 m. utilizables, que dará cabida también al patrimonio artístico de la Diputación Provincial. En 2013, el delegado de Cultura de la Diputación y vicepresidente de la Fundación Provincial de Artes Plásticas Rafael Botí, Antonio Pineda, declaró: 

“queremos que este nuevo equipamiento sea un centro polivalente, versátil, que albergue toda la actividad cultural –exposiciones colectivas, reuniones de trabajo, conciertos, etc- de los jóvenes creadores cordobeses”.

## Exposiciones
El nuevo Centro de Arte Moderno R. Botí, ubicado en la calle Manríquez, comienza a funcionar con una exposición de 64 obras de este artista cordobés de los fondos pictóricos propiedad de la Diputación de Córdoba.
En mayo de 2017 se presentó la muestra antológica Across the Universe, del artista Miki Leal, y el 29 de septiembre de 2017 se inauguró la muestra Equipo 57 en Córdoba, una amplia retrospectiva del grupo español en su 60 aniversario, comisariada por Ángel Luis Pérez Villén.
Entre febrero y abril de 2018, la galería exhibió una muestra colectiva titulada Geométrico trip south, una exposición de 4 artistas andaluces: José María Báez, Fernando Clemente, José Miguel Pereñíguez y Fernando M. Romero.
Entre junio y septiembre de 2018 se abrió la exposición "Femitopías", con obras de 8 creadoras de diferentes escuelas: Manal Aldowayan, Irene Andessner, Zoulika Bouabdellah, Verónica Ruth, Ouka Leele, Paloma Navares, Diana Terceño y Marina Vargas. La comisaría de la muestra fue Margarita Aizpuru.
Entre el 26 de junio y el 27 de octubre de 2019 expuso sus obras el artista plástico sevillano Hâshim Cabrera en una muestra bajo el título Mâqamât, comisariada por el poeta y crítico Michel Hubert Lépicouché.

## Bienal de Artes Plásticas Rafael Botí
Heredera de las becas y pensionados artísticos de la Institución Provincial, en 1998 se creó la Bienal de Artes Plásticas Rafael Botí, promovida por la Fundación Provincial de Artes Plásticas Rafael Botí, dirigida a seleccionar una treintena de trabajos de jóvenes creadores, de acuerdo con una bases precisas.
252 artistas se presentaron a la IV edición de la Bienal, con un total de 348 obras, de las cuales se han seleccionado 48 para ser expuestas. La Fundación Provincial de Artes Plásticas Rafael Botí ha adquirido 13 obras, de las que siete pertenecen a artistas cordobeses y ha invertido un total de 39.000 euros.
La V Bienal de Artes Plásticas Rafael Botí expuso 46 obras seleccionadas de entre las 350 presentadas, por un total de 250 artistas. La muestra fue inaugurada en el Palacio de la Merced por el diputado de Cultura Serafín Pedraza el 25 de enero de 2006. La selección partía de mundos creativos diversos (pintura, escultura, fotografía y videocreación) y estéticas contrapuestas. La inversión de la Institución Provincial fue de 42.000 euros.
La VI Bienal de Artes Plásticas Rafael Botí la inauguró el 23 de enero de 2008 el delegado de Cultura de la Diputación, José Mariscal, en el Palacio de la Merced. La muestra recogía una selección de 40 obras del total de las 185 presentadas a concurso.
En 2010 se convocó la VII Bienal de Artes Plásticas Rafael Botí, cuya exposición se abrió el 12 de mayo en la Sala Puertanueva. La Bienal reunió a más de 150 artistas de todo el panorama español, con un total de 162 obras. 32 obras fueron seleccionadas para la exposición.
En 2013 la Fundación convocó el Primer Premio de Pintura Rafael Botí.
La VIII Bienal de Artes Plásticas Rafael Botí abrió sus puertas al público del 1 de febrero al 26 de marzo de 2017. El Centro de Arte Rafael Botí acogió la exposición de las 30 creaciones seleccionadas en la octava edición del certamen, ocho de las cuales fueron adquiridas como fondos propios de la Fundación Provincial y otras 22 seleccionadas para esta exposición, de entre el total de 171 obras que se presentaron a la Bienal.
La IX Bienal de Artes Plásticas Rafael Botí mostró, entre el 1 de mayo y el 2 de junio, 18 obras seleccionadas en la convocatoria de 2019 de la Fundación. El jurado estuvo formado por la directora de la Casa Encendida de Madrid, Lucía Casani Fraile; por la crítica de arte Beatriz Espejo Arce y por el comisario Michel Hubert Lepicouché. La Diputación Provincial, a través de la Fundación, adquirió las obras Casilla de salida, de Miguel Ángel Villarino Pérez; una pieza de bronce y poliuretano titulada Manantial, de Federico Guzmán; la obra Construcción de paisaje en técnica mixta, de Ignacio Estudillo Pérez; el acrílico sobre tele sin título de la serie Los ángulos del vacío de Encarna Sepúlveda Mantecón; un tríptico en óleo y grafito sin título de Paco Lara Barranco; y la pieza de acrílico sobre madera Mitad tú, mitad yo, de Guillermo Mora. Además, para la exposición se seleccionaron obras de Javier Martín Ruiz, Teruhiro Ando, Verónica Vicente Álvarez, David Latorre Jubero, Alegría Castillo Roses, José Luis Valverde, Amaya Hernández Sigüenza, Fernando Martínez Romero, Álvaro Albadalejo Sierra, Sergio Luna Lozano, Antonio Ruiz Montesinos y Joaquín Francisco Torrego Graña.